# Grand Prix automobile de Monaco 1988
Résultats du Grand Prix de Monaco 1988, couru sur le circuit de Monaco le 15 mai 1988.

## Classement
| Pos. | No | Pilote             | Écurie               | Tours | Temps/Abandon                      | Grille | Points |
| ---- | -- | ------------------ | -------------------- | ----- | ---------------------------------- | ------ | ------ |
| 1    | 11 | Alain Prost        | McLaren-Honda        | 78    | 1 h 57 min 17 s 077 (132,797 km/h) | 2      | 9      |
| 2    | 28 | Gerhard Berger     | Ferrari              | 78    | + 20 s 453                         | 3      | 6      |
| 3    | 27 | Michele Alboreto   | Ferrari              | 78    | + 41 s 229                         | 4      | 4      |
| 4    | 17 | Derek Warwick      | Arrows-Megatron      | 77    | + 1 tour                           | 7      | 3      |
| 5    | 3  | Jonathan Palmer    | Tyrrell-Ford         | 77    | + 1 tour                           | 10     | 2      |
| 6    | 6  | Riccardo Patrese   | Williams-Judd        | 77    | + 1 tour                           | 8      | 1      |
| 7    | 29 | Yannick Dalmas     | Larrousse-Ford       | 77    | + 1 tour                           | 21     |        |
| 8    | 20 | Thierry Boutsen    | Benetton-Ford        | 76    | + 2 tours                          | 16     |        |
| 9    | 21 | Nicola Larini      | Osella               | 75    | + 3 tours                          | 25     |        |
| 10   | 16 | Ivan Capelli       | March-Judd           | 72    | + 6 tours                          | 22     |        |
| Abd. | 12 | Ayrton Senna       | McLaren-Honda        | 66    | Accident                           | 1      |        |
| Abd. | 30 | Philippe Alliot    | Larrousse-Ford       | 50    | Collision                          | 13     |        |
| Abd. | 15 | Mauricio Gugelmin  | March-Judd           | 45    | Pompe à essence                    | 14     |        |
| Abd. | 9  | Piercarlo Ghinzani | Zakspeed             | 43    | Boîte de vitesses                  | 23     |        |
| Abd. | 19 | Alessandro Nannini | Benetton-Ford        | 38    | Boîte de vitesses                  | 6      |        |
| Abd. | 24 | Luis Pérez-Sala    | Minardi-Ford         | 36    | Transmission                       | 15     |        |
| Abd. | 5  | Nigel Mansell      | Williams-Judd        | 32    | Collision                          | 5      |        |
| Abd. | 22 | Andrea De Cesaris  | Rial-Ford            | 28    | Pression d'huile                   | 19     |        |
| Abd. | 25 | René Arnoux        | Ligier-Judd          | 17    | Pression d'huile                   | 20     |        |
| Abd. | 32 | Oscar Larrauri     | Eurobrun-Ford        | 14    | Accident                           | 18     |        |
| Abd. | 18 | Eddie Cheever      | Arrows-Megatron      | 8     | Panne électrique                   | 9      |        |
| Abd. | 26 | Stefan Johansson   | Ligier-Judd          | 6     | Moteur                             | 26     |        |
| Abd. | 31 | Gabriele Tarquini  | Coloni-Ford          | 5     | Suspension                         | 24     |        |
| Abd. | 1  | Nelson Piquet      | Lotus-Honda          | 0     | Collision                          | 11     |        |
| Abd. | 36 | Alex Caffi         | Scuderia Italia-Ford | 0     | Collision                          | 17     |        |
| Np.  | 14 | Philippe Streiff   | AGS-Ford             |       | Accélérateur                       | 12     |        |
| Nq.  | 2  | Satoru Nakajima    | Lotus-Honda          |       | Non qualifié                       |        |        |
| Nq.  | 10 | Bernd Schneider    | Zakspeed             |       | Non qualifié                       |        |        |
| Nq.  | 23 | Adrian Campos      | Minardi-Ford         |       | Non qualifié                       |        |        |
| Nq.  | 4  | Julian Bailey      | Tyrrell-Ford         |       | Non qualifié                       |        |        |
| Ex.  | 33 | Stefano Modena     | Eurobrun-Ford        |       | Exclu                              |        |        |

## Pole position et record du tour
- Pole position : Ayrton Senna en 1 min 23 s 998 (vitesse moyenne : 142,632 km/h).
- Meilleur tour en course : Ayrton Senna en 1 min 26 s 321 au 59e tour (vitesse moyenne : 138,794 km/h).

## Tours en tête
- Ayrton Senna : 66 (1-66)
- Alain Prost : 12 (67-78)

## À noter
- 30e victoire pour Alain Prost.
- 58e victoire pour McLaren en tant que constructeur.
- 30e victoire pour Honda en tant que motoriste.
- Stefano Modena est exclu pour ne pas s'être présenté à un contrôle de poids de sa monoplace.
- Cette course est restée célèbre par la sortie de piste d'Ayrton Senna au soixante-septième tour alors qu'il était en tête de l'épreuve. Son directeur d'écurie Ron Dennis, lui demande de ralentir la cadence au vu de son avance confortable. Senna l'écoute et diminue son rythme, ce qui le déconcentre et provoque son accident contre le rail à hauteur du virage du Portier.